# Naturlig religion
Naturlig religion är en term i upplysningens religionsfilosofi. Det beskriver en religiös världsbild som är oberoende av de specifika detaljerna i konkreta historiska religioner. Dessa förstås som tillägg till en ursprungligen ren rationalitet. Ofta används termen som en motsats till uppenbarelsereligion, ibland baserad på en åtskillnad mellan "natur" och "nåd".

## Historik
Naturlig religion är en religiös åskådning, huvudsakligen utformad av lord Herbert av Cherbury, född 1581, död 1648, och som sedermera fortsatt i modifierade former och under olika namn. Den sökte leda uppmärksamheten tillbaka från de olika religionernas inbördes skiljaktigheter och strider, såsom angående det mindre väsentliga, till det för alla religioner gemensamma, religionens eget väsen, vilket man kallade den naturliga religionen. Man ansåg, att denna var skriven i vårt eget inre och att folkens samstämmande mening bar vittnesbörd om dess sanning. Dess innehåll sökte man sammanfatta i fem satser:
1. att det finnes en Gud,
2. att vi är skyldiga honom vördnad och dyrkan,
3. att vi visar denna genom dygd och
4. ånger över våra synder, samt
5. att vi i detta och det kommande livet har att för våra dygder och laster vänta oss belöningar och straff av den rättfärdige Guden.[1]

Till den positiva eller uppenbarade religionen intog man till en början visserligen inte en avgjort oppositionell ställning, utan såg i den en form av den naturliga. Men redan från början betraktade man den med en viss misstro och snart övergick detta till en avgjord fiendskap. Den kristna religionens sanning bestreds visserligen inte ens under detta, något senare skede (1700-talet). Man betraktade den snarare som till sitt egentliga väsen identisk med den naturliga religionen och allt dess övriga innehåll som senare tillsatser, från vilka den borde renas. Men omsider visade sig svårigheten att på den ytterst abstrakta ståndpunkt man intagit fasthålla denna identitet, varifrån man blev alltmer benägen att framhålla att kristendomen även i sin ursprungliga gestalt visserligen är den högsta religion, som hittills framträtt, men inte nödvändigtvis den högsta, vartill mänsklig utveckling kan komma. Hand i hand med detta finns en benägenhet att framhålla de sanningar, som också finns i andra religioner, och att så mycket som möjligt tillbakavisa kristendomens anspråk på att vara bärare för en helt och hållet ny världsåsikt. Den nämnda riktningen får därför varken förblandas med vissa mer negativa riktningar inom kristendomen själv, vilka representeras av unitarismen och protestantism, inte heller med naturalismens avgjorda gudsförnekelse. Riktningen har snarare trätt i mer eller mindre avgjord opposition, inte bara mot den ortodoxa kristendomen, utan även mot de nämnda tidsströmningarna. Namnet begagnas företrädesvis för att beteckna dess äldre skeden. Senare benämns den vanligen deism, fritänkeri och förnuftsreligion. I Sverige brukade dess anhängare även kalla sig sanningssökare, därmed betecknande sin skeptiska ställning till all positiv religion.
Den naturliga religionen måste tillerkännas den förtjänsten, att den fäst uppmärksamheten på nödvändigheten att från de historiskt givna religionsformerna gå tillbaka till religionens eget väsen eller, från en annan sida, till själva det religiösa medvetandet hos människan. Ty endast för såvitt de förra överensstämmer med detta väsen kan de erkännas vara verkliga religioner. Men dess inskränkning ligger i dess alltför abstrakta uppfattning av detta religionens väsen. Den ser i detsamma ingenting annat än vissa, för alla religioner gemensamma bestämningar, inte den idé som i olika grad framträder i dem alla och som utgör måttet för deras egen ställning som högre och lägre. Därav också dess underskattande av den faktiskt förefintliga skillnaden religioner emellan.